# 원심펌프

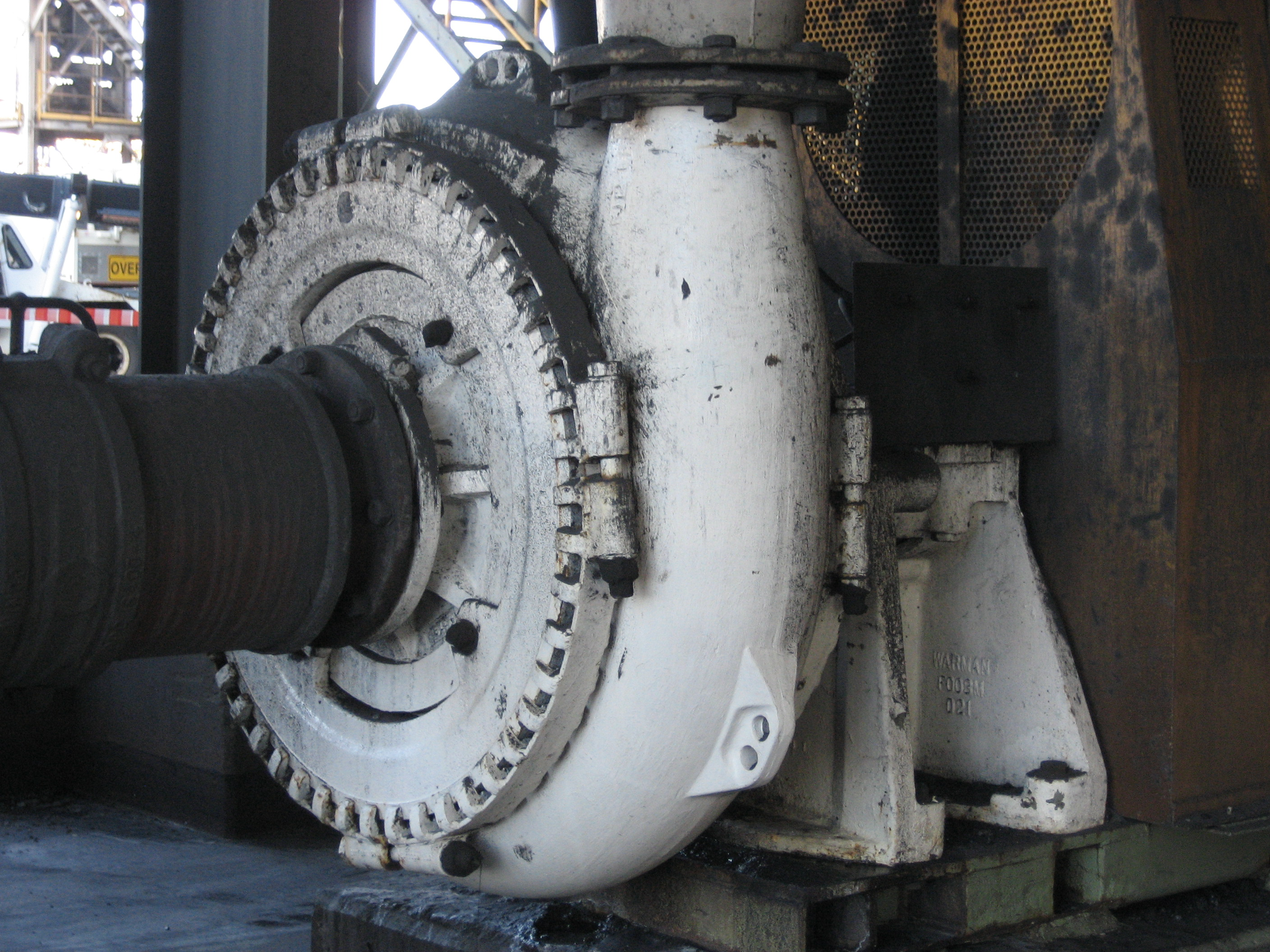
원심펌프

원심펌프(Centrifugal pump)는 고속으로 회전하는 임펠러에 의해 물에 전달되는 원심력을 이용하여 물을 양수하는 장치이다. 물은 임펠러 중앙에서 들어와 주변방향으로 나간다.

## 같이 보기
- 펌프
- 터빈
- 터보펌프